# Acide orthocarbonique
L'acide orthocarbonique, aussi appelé méthanetétrol, est un acide hypothétique de formule chimique H4CO4 ou C(OH)4. Sa structure moléculaire consiste en un unique atome de carbone lié à quatre groupes hydroxyle. Du fait de sa forme dans l'espace, qui fait penser à un svastika ou à une croix gammée nazie, il est parfois fait référence à cet acide sous le nom d'« acide d'Hitler »[réf. nécessaire]En effet.
L'acide orthocarbonique est éminemment instable, il se décompose spontanément en monohydrate de l'acide carbonique, :
C(OH)4 → H2CO3 + H2O.
L'acide orthocarbonique fait partie des acides orthocarboxyliques qui ont comme structure générale  RC(OH)3. Ce terme "ortho" est utilisé en référence à l'acide le plus hydroxylé de la série d'un oxoacide.

## Orthocarbonate
Par perte successive de ses protons, l'acide orthocarbonique pourrait fournir quatre anions, nommément H3CO4−, H2CO42−, HCO43− et CO44−.
En 2002, des sels de ces anions n'ont pas encore été observés. Cependant, des études théoriques suggèrent que Na4CO4 pourrait être stable.
La partie CO4 est trouvée dans des composés organiques stables. Ce sont formellement des esters de l'acide orthocarbonique et d'ailleurs, ils sont nommés orthocarbonates. Par exemple, l'orthocarbonate d'éthyle peut être préparé par réaction entre  la chloropicrine et l'éthanolate de sodium dans l'éthanol.
Les polyorthocarbonates sont des polymères stables qui pourraient avoir comme application l'absorption de solvants organiques dans des procédés de traitement de déchets ou dans des matériaux de restauration dentaire.

## Présence dans les planètes
Selon une étude publiée par Gabriele Saleh et Artem R. Oganov, le dioxyde de carbone et l'eau pourraient être sous la forme d'acide orthocarbonique en profondeur des planètes Uranus et Neptune,.

### Publications scientifiques
- [Saleh et Oganov 2016] (en) Gabriele Saleh et Artem R. Oganov, « Novel Stable Compounds in the C-H-O Ternary System at High Pressure » [« Nouveaux composés stables dans le système ternaire C-H-O à haute pression »], Scientific Reports, vol. 6, no 32486 (numéro d'article),‎ 1er septembre 2016 (DOI 10.1038/srep32486, lire en ligne).

### Articles de vulgarisation
- [Sacco/Futura-Sciences 2016] Laurent Sacco, « Un acide inconnu sur Terre entrerait dans la composition de Neptune », Futura-Sciences,‎ 9 septembre 2016 (lire en ligne).